# Винус Вилијамс
Винус Ебони Стар Вилијамс (енгл. Venus Ebony Starr Williams; 17. јун 1980. Линвуд, Калифорнија, САД), често изговарано Венус Вилијамс, је професионална тенисерка из САД, која је заузимала прво место на ВТА ранг листи и у појединачној и у конкуренцији парова. Винус је старија сестра тенисерке Серене Вилијамс.
Укупно је освојила седам гренд слем трофеја у појединачној конкуренцији (пет на Вимблдону и два на Отвореном првенству САД ), четрнаест у паровима са сестром Сереном (уз комплетирање гренд слема каријере) и два у мешовитим паровима. На Летњим олимпијским играма је дошла до четири златне и једне сребрне медаље у три различите конкуренције, чиме је постала најуспешнији олимпијац у тенису. Пласманом на прво место ВТА ранг листе 2002. године је постала први афроамерички „број 1“ у тенису.

## Приватни живот
Поред тениса, бави се и у дизајном ентеријера што тренутно и студира. У Палм Бич Гарденсу основала је фирму за дизајн ентеријера.

### Породица
Потиче из велике афроамеричке породице у којој су, поред Серене, још две сестре: Иша и Линдреа. Полусестра Јетунде је 2003. године преминула од последица рањавања у обрачуну банди. Серена јој је посветила трофеј са Отвореног првенства Аустралије 2007.

## Тениска каријера

### 1994—1996: Прва искуства
Винус Вилијамс је тренирала тенис од пете године, а била је и ученица Ника Болетијерија. Дебитовала је на турниру у Окланду, 1994. године. Међутим након успешног старта, Винус Вилијамс је заустављена од стране Аранче Санчез Викарио. Наредне године је поновила учешће на турниру у Окланду и стигла до четвртфинала, што је представљало одличан резултат за једну почетницу. Поред овог турнира, Винус Вилијамс је играла и у Лос Анђелесу и Торонту.
Винус је играла само три турнира 1995. и пет турнира 1996. године. Из године у годину је повећавала број учешћа на турнирима, тако да се поред свих ранијих турнира на којима је учествовала, појавила и на турнирима у Сан Дијегу и Индијан Велсу, 1996. године.

### 1997—1998: Пробијање ка врху
Да је Винус Вилијамс играчица коју не треба потцењивати, показала је 1997. године. Ово је била њена година јер је стигла до свог првог гренд слем финала и то на Отвореном првенству Америке. Иако је изгубила од Мартине Хингис са 6:0 6:4 ово финале је обележено обарањем многих рекорда. Винус Вилијамс је била најслабије рангирана играчица од 1978. године која је ушла у финале Отвореног првенства Америке. Такође, она је била прва играчица која није била постављена за носиоца турнира, а да је ушла у финале, чак од 1958. године. Финале Отвореног првенства Америке које је изгубила, је било финале у којем су учествовале најмлађе играчице у историји тениса, јер је Мартина Хингис тада имала свега 16, а Винус Вилијамс 17 година.
Након овог изненађујућег финала, када су обе играчице показале да ће се у скоријој будућности управо између њих две водити борба за место број 1 на ВТА ранг листи, Винус Вилијамс је исте године стигла и до четвртфинала Индијан Велса, а учествовала је и на Отвореном првенству Француске и Вимблдону. Своју прву сингл титулу је освојила 1998. године у Оклахоми, а заједно са својом сестром Сереном Вилијамс освојила и дубл титулу, чиме је овај пар сестара постао тек трећи пар сестара које освајају заједничку титулу. Победивши Мартину Хингис по први пут, и то у финалу турнира у Мајамију, Винус Вилијамс улази у топ 10, 30. марта 1998. Те исте године је одиграла још много мечева против тада броја 1, Мартине Хингис, и успевала да је победи (чак ју је и избацила из другог кола турнира у Сиднеју, где је поражена у финалу).
Винус Вилијамс је ове 1998. године стигла до финала и у Риму, Станфорду и Цириху, где је одсервирала најбржи сервис у историји женског тениса (лоптица се кретала брзином од 205 км/ч). Освојила је две гренд слем титуле у конкуренцији мешовитих парова на Отвореном првенству Аустралије и Ролан Гаросу.

### 1999: Борбе за престиж и партнерство сестара
1999. година је била година сестара Вилијамс. Наиме, ове године (5. априла) се Серена Вилијамс придружила својој сестри у врху, и тиме су сестре Вилијамс постале прве сестре које су заједно биле у топ 10. Винус је ове године освојила шест сингл титула. Када је 28. фебруара Винус освојила турнир у Оклахоми, Серена је освојила турнир у Паризу, и тиме су ове сестре поставиле још један рекорд, постале су прве сестре које су освојиле турнире у истој недељи. Напредак Серене Вилијамс је довео до бројних међусобних борби међу сестрама. Тако су се у финалу турнира у Мајамију састале, и Винус Вилијамс је победила. Винус је 1999. годину завршила на трећем месту.
Ове године је дебитовала за Фед куп репрезентацију САД, и помогла екипи да освоје овај турнир. Сестре ће се касније још много пута састати у финалима гренд слемова, а један од најзначајнијих међусобних дуела био је финални дуел сестара на Вимблдону, који је представљао други финални окршај сестара у историји Вимблдона (2002).
Али, Серена и Винус су такође играле заједно турнире у конкуренцији женских парова. 1998. су освојиле турнире у Оклахома Ситију и Цириху, а 1999. су чак освојиле и два гренд слем турнира. Те године, најпре су освојиле турнир у Хамбургу, а затим су победиле шампионке Отвореног првенства Аустралије Мартину Хингис и Ану Курњикову у финалу Отвореног првенства Француске. Такође су победиле у финалу Отвореног првенства САД, поставши прве сестре које су освојиле гренд слем титулу у конкуренцији женских парова.

### 2000—2002: Врхунац каријере
Најзначајнија година за Винус Вилијамс била је 2000. година, када је постала друга Африко-Американка која је освојила Вимблдон и друга играчица света икада која је на Олимпијским играма освојила златну медаљу и у синглу и у дублу! Међутим услед повреда и болести, пропустила је завршни турнир сезоне. Но, следеће године је надокнадила пропуштено, освојивши прегршт турнира и гренд слем титула, тако да је 2002. године постала прва Афро-Американка која је била најбоља тенисерка света!

### 2003—2006: Период повреда и посртања
Неколико година повреде су мучиле Винус Вилијамс. Иако је она давала све од себе, повреде су ипак утицале на њену игру, тако да је неколико година за редом завршавала међу првих двадесет тенисерки света. Али, 2005. године, се потпуно здрава враћа у форму и осваја своју пету сингл гренд слем титулу у Вимблдону и постаје најниже рангирана играчица који осваја Вимблдон. Тада наступа серија добрих игара Винус Вилијамс, и полако враћање у сам врх. Међутим на крају године је повредила колено, и морала је да откаже учешће на једним од најбитнијих турнира, и тако прокоцкала све што је до сада урадила при повратку међу најбоље. Наредне 2006. године, Винус Вилијамс више није могла да се избори са повредама, тако да је спала међу првих 50 играчица света.
Крајем 2005. године, часопис TENNIS уврстио је Винус Вилијамс у четрдесет највећих тенисера и тенисерки у историји опен ере.

### 2007—2008: Повратак у врх
Сезона 2007. за њу није почела нимало добро. Због повреде је морала да се повуче са Отвореног првенства Аустралије. Након што је залечила повреду, успела је да освоји турнир у Мемфису, победивши израелску тенисерку Шахар Пер у финалу. То је била њена прва титула од октобра 2006. године и њена 34. титула у каријери. Након тога, играла је на турниру у Мајамију, где је изгубила у трећем колу од Марије Шарапове. Ипак, на ВТА листи је напредовала за седам места и нашла се на 32. позицији. Затим, играна на турнирима у Амелија Ајланду и Чарлстону, на првом достиже четвртфинале, а на другом полуфинале. Након та два турнира поново напредује на ВТА листи, и достиже 22. место.
Године 2007, Винус, по први пут након пет година, игра за Фед куп репрезентацију САД, у мечевима против Белгије. Америчке тенисерке убедљиво тријумфују (5–0). Након мечева у Фед купу, Винус игра на неколико турнира у Европи, укључујући и Отворено првенство Француске, на ком губи од Јелене Јанковић у трећем колу. У свом мечу другог кола, Винус сервира други најбржи сервис у историји женског тениса, од 206 km/h. Постаје и најниже рангирана тенисерка у историји која је освојила Вимблдонски шампионат, и тријумфује на Вимблдону 2007. Након овог турнира, враћа се у топ 20, заузимајући 17. позицију. Освајањем овог турнира придружује се трима тенисеркама које су најмање четири пута освојиле овај турнир, а то су Мартина Навратилова, Били Џин Кинг и Штефи Граф.
Игра за Фед куп тим САД, који губи у полуфиналу од Русије. Винус затим учествује на Отвореном првенству САД, у ком губи у полуфиналу од касније шампионке Жистин Енен. Након Отвореног првенства САД, Винус игра на турнирима у Азији: осваја турнир у Сеулу, игра финале у Токију и полуфинале у Бангкоку. Иако се квалификовала за завршни турнир ВТА, повлачи се са њега због анемије.
Сезону 2008. започиње играњем на егзибиционом у Хонгконгу, који је освојила и у појединачној и у конкуренцији парова (са Каролин Возњацки). Затим игра на Отвореном првенству Аустралије, и губи у четвртфиналу од Ане Ивановић. На наредних неколико турнира, Винус Вилијамс не стиже даље од трећег кола. Зато на Бангалор опену достиже полуфинале, у ком губи од сестре Серене. На турниру у Мајамију, губи у четвртфиналу од Светлане Кузњецове.
9. априла, Винус се повлачи са турнира, говорећи да жели да се припреми и одмори за гренд слем турнире и Олимпијске игре. Враћа се на турниру у Риму, где губи у четвртфиналу. На Отвореном првенству Француске, губи од Флавије Пенете у трећем колу.
На Вимблдону 2008, Винус Вилијамс осваја две титуле - у појединачној и конкуренцији женских парова. Појединачно финале је играла против сестре Серене, а титулу у паровима је освојила са њом. Због повреде колена се повлачи са Лос Анђелес опена и Роџерс купа, али зато осваја златну медаљу на Олимпијским играма у конкуренцији парова, заједно са Сереном.
Затим игра четвртфинале Отвореног првенства САД и полуфинале турнира у Штутгарту, али губи у првом колу Купа Кремља. Винус зато успева да освоји турнир у Цириху, што је њена друга титула у години и 38. у каријери.
Винус долази на ВТА завршни шампионат 2008. у Дохи се као седма најбоља тенисерка у 2008. години. У првом мечу, у фази мечева по групама, тријумфује над Динаром Сафином, Јеленом Дементјевом и сестром Сереном. У полуфиналу, побеђује прву тенисерку света Јелену Јанковић са 6-2, 2-6, 6-3, и осваја овај турнир по први пут након победе над Вером Звонарјовом. Годину завршава као шеста тенисерка планете.

### 2009: Повратак на сам врх
Винус Вилијамс отпочиње сезону на егзибиционом турниру у Хонгконгу и осигурава победу тима Америке победама над Јеленом Јанковић, Аном Чакветадзе и Вером Звонарјовом. На Отвореном првенству Аустралије 2009, првом гренд слем турниру у сезони, губи у другом колу од Шпањолке Карле Суарез Наваро у три сета (2—6, 6—3, 7—5). Винус и њена сестра Серена освајају титулу у конкуренцији женских парова, победивши у финалу Ај Сугијаму и Данијелу Хантухову. То је тринаеста заједничка титула сестара у каријери.
Винус затим осваја турнир у Дубаију. Побеђује Ализе Корне у трећем колу, Јелену Дементјеву у четвртфиналу, сестру Серену у полуфиналу, и Виржини Разано у финалу. Захваљујући овој титули, Винус долази на пето место ВТА листе, што је њена највиша позиција на листи још од априла 2003. године. Такође је постала дванаеста тенисерка у опен ери која је освојила 40 турнира у каријери. Ниједна тенисерка која тренутно игра није освојила више турнира од Винус Вилијамс. У Акапулку, она осваја своју 41. титулу у каријери и другу титулу у две недеље, тријумфом над Флавијом Пенетом у финалу. Многи тениски стручњаци ову годину сматрају повратком Винус Вилијамс на сам врх ВТА листе.

## Награде
- 1997: Награда ВТА за најбољу нову тенисерку
- 2000: Награда ВТА за тенисерку године
- 2000: Награда ВТА за најбољи тениски пар године (са Сереном Вилијамс)

## Гренд слем финала

### Појединачно (13)

#### Победе (7)
| Година | Турнир                     | Противница у финалу | Резултат         |
| 2000   | Вимблдон                   | Линдси Давенпорт    | 6–3, 7–6(3)      |
| 2000   | Отворено првенство САД     | Линдси Давенпорт    | 6–4, 7–5         |
| 2001   | Вимблдон (2)               | Жистин Енен         | 6–1, 3–6, 6–0    |
| 2001   | Отворено првенство САД (2) | Серена Вилијамс     | 6–2, 6–4         |
| 2005   | Вимблдон (3)               | Линдси Давенпорт    | 4–6, 7–6(4), 9–7 |
| 2007   | Вимблдон (4)               | Марион Бартоли      | 6–4, 6–1         |
| 2008   | Вимблдон (5)               | Серена Вилијамс     | 7–5, 6–4         |

#### Порази (6)
| Година | Турнир                        | Противница у финалу | Резултат         |
| 1997   | Отворено првенство САД        | Мартина Хингис      | 6–0, 6–4         |
| 2002   | Отворено првенство Француске  | Серена Вилијамс     | 7–5, 6–3         |
| 2002   | Вимблдон                      | Серена Вилијамс     | 7–6(4), 6–3      |
| 2002   | Отворено првенство САД (2nd)  | Серена Вилијамс     | 6–4, 6–3         |
| 2003   | Отворено првенство Аустралије | Серена Вилијамс     | 7–6(4), 3–6, 6–4 |
| 2003   | Вимблдон (2nd)                | Серена Вилијамс     | 4–6, 6–4, 6–2    |

### Женски парови (8)

#### Победе (8)
| Година | Турнир                            | Партнерка       | Противнице у финалу                  | Резултат      |
| 1999   | Отворено првенство Француске      | Серена Вилијамс | Мартина Хингис Ана Курњикова         | 6–3, 6–7, 8–6 |
| 1999   | Отворено првенство САД            | Серена Вилијамс | Ченда Рабин Сандрин Тесту            | 4–6, 6–1, 6–4 |
| 2000   | Вимблдон                          | Серена Вилијамс | Жули Алар Ај Сугијама                | 6–3, 6–2      |
| 2001   | Отворено првенство Аустралије     | Серена Вилијамс | Линдси Давенпорт Корина Морарју      | 6–3, 4–6, 6–4 |
| 2002   | Вимблдон (2)                      | Серена Вилијамс | Вирхинија Руано Паскуал Паола Суарез | 6–2, 7–5      |
| 2003   | Отворено првенство Аустралије (2) | Серена Вилијамс | Вирхинија Руано Паскуал Паола Суарез | 4–6, 6–4, 6–3 |
| 2008   | Вимблдон (3)                      | Серена Вилијамс | Лиса Рејмонд Саманта Стосур          | 6–2, 6–2      |
| 2001   | Отворено првенство Аустралије (3) | Серена Вилијамс | Данијела Хантухова Ај Сугијама       | 6–3, 6–3      |

### Мешовити парови (3)

#### Победе (2)
| Година | Турнир                        | Партнер         | Противници у финалу       | Резултат |
| 1998   | Отворено првенство Аустралије | Џастин Гимлстоб | Цирил Сук Хелена Сукова   | 6–2, 6–1 |
| 1998   | Отворено првенство Француске  | Џастин Гимлстоб | Луис Лобо Серена Вилијамс | 6–4, 6–4 |

#### Порази (1)
| Година | Турнир   | Партнер    | Противници у финалу      | Резултат |
| 2006   | Вимблдон | Боб Брајан | Анди Рам Вера Звонарјова | 6–3, 6–2 |

## Освојени турнири

### Појединачно
| Легенда                       |
| Гренд слем(7)                 |
| Гренд слем куп (1)            |
| ВТА првенство (1)             |
| Тијер I (6)                   |
| Тијер II (17)                 |
| Тијер III (5)                 |
| Тијер IV (1)                  |
| Обавезни премијер турнири (0) |
| Премијер 5 (1)                |
| Премијер (0)                  |
| Међународни (1)               |
| Олимпијско злато (1)          |

| Титуле по подлогама |
| Тврда (23)          |
| Шљака (7)           |
| Трава (5)           |
| Тепих (3)           |

| Бр. | Датум               | Турнир                     | Место одржавања                        | Подлога | Противница у финалу | Резултат         |
| 1.  | 23. фебруар 1998.   | Оклахома сити опен         | Оклахома Сити, Оклахома, САД           | Тврда   | Џоанет Крегер       | 6–3, 6–2         |
| 2.  | 16. март 1998.      | Мајами                     | Мајами, Флорида, САД                   | Тврда   | Ана Курњикова       | 2–6, 6–4, 6–1    |
| 3.  | 28. септембар 1998. | Гренд слем куп             | Минхен, Немачка                        | Тврда   | Пати Шнидер         | 6–2, 3–6, 6–2    |
| 4.  | 22. фебруар 1999.   | Оклахома Сити опен         | Оклахома Сити, Оклахома, САД           | Тврда   | Аманда Куцер        | 6–4, 6–0         |
| 5.  | 15. март 1999.      | Мајами                     | Мајами, Флорида, САД                   | Тврда   | Серена Вилијамс     | 6–1, 4–6, 6–4    |
| 6.  | 26. април 1999.     | Хамбург опен               | Хамбург, Немачка                       | Шљака   | Мери Пирс           | 6–0, 6–3         |
| 7.  | 3. мај 1999.        | Отворено првенство Италије | Рим, Италија                           | Шљака   | Мери Пирс           | 6–4, 6–2         |
| 8.  | 23. август 1999.    | Пајлот пен тенис           | Њухевен, САД                           | Тврда   | Линдси Давенпорт    | 6–2, 7–5         |
| 9.  | 11. октобар 1999.   | Цирих опен                 | Цирих, Швајцарска                      | Тврда   | Мартина Хингис      | 6–3 6–4          |
| 10. | 26. јун 2000.       | Вимблдон                   | Вимблдон, Лондон, Уједињено Краљевство | Трава   | Линдси Давенпорт    | 6–3, 7–6(3)      |
| 11. | 24. јул 2000.       | Станфорд опен              | Станфорд, САД                          | Тврда   | Линдси Давенпорт    | 6–1, 6–4         |
| 12. | 31. јул 2000.       | Акјура класик              | Сан Дијего, Калифорнија, САД           | Тврда   | Моника Селеш        | 6–0, 6–7(3), 6–3 |
| 13. | 21. август 2000.    | Пајлот пен тенис           | Њухевен, САД                           | Тврда   | Моника Селеш        | 6–2, 6–4         |
| 14. | 28. август 2000.    | Отворено првенство САД     | Њујорк Сити, Њујорк, САД               | Тврда   | Линдси Давенпорт    | 6–4, 7–5         |
| 15. | 18. септембар 2000. | Олимпијске игре 2000.      | Сиднеј, Аустралија                     | Тврда   | Јелена Дементјева   | 6–2, 6–4         |
| 16. | 19. март 2001.      | Мајами                     | Мајами, Флорида, САД                   | Тврда   | Џенифер Капријати   | 4–6, 6–1, 7–6(4) |
| 17. | 30. април 2001.     | Хамбург опен               | Хамбург, Немачка                       | Шљака   | Меган Шонеси        | 6–3, 6–0         |
| 18. | 25. јун 2001.       | Вимблдон                   | Вимблдон, Лондон, Уједињено Краљевство | Трава   | Жистин Енен         | 6–1, 3–6, 6–0    |
| 19. | 30. јул 2001.       | Акјура класик              | Сан Дијего, Калифорнија, САД           | Тврда   | Моника Селеш        | 6–2, 6–3         |
| 20. | 20. август 2001.    | Пајлот пен тенис           | Њухевен, САД                           | Тврда   | Линдси Давенпорт    | 7–6(6), 6–4      |
| 21. | 27. август 2001.    | Отворено првенство САД     | Њујорк Сити, Њујорк, САД               | Тврда   | Серена Вилијамс     | 6–2, 6–4         |
| 22. | 31. децембар 2001.  | Турнир Златна обала        | Гоулд Коуст, Аустралија                | Тврда   | Жистин Енен         | 7–5, 6–2         |
| 23. | 4. фебруар 2002.    | Отворено првенство Париза  | Париз, Француска                       | Тепих   | Јелена Докић        | предат меч       |
| 24. | 11. фебруар 2002.   | Дијамантске игре           | Антверпен, Белгија                     | Тепих   | Жистин Енен         | 6–3, 5–7, 6–3    |
| 25. | 8. април 2002.      | Турнир Амелија Ајланда     | Амелија Ајланд, САД                    | Шљака   | Жистин Енен         | 2–6, 7–5, 7–6(5) |
| 26. | 22. јул 2002.       | Станфорд опен              | Станфорд, САД                          | Тврда   | Ким Клајстерс       | 6–3, 6–3         |
| 27. | 29. јул 2002.       | Акјура класик              | Сан Дијего, Калифорнија, САД           | Тврда   | Јелена Докић        | 6–2, 6–2         |
| 28. | 19. август 2002.    | Пајлот пен тенис           | Њухевен, САД                           | Тврда   | Линдси Давенпорт    | 7–5, 6–0         |
| 29. | 10. фебруар 2003.   | Дијаманстке игре           | Антверпен, Белгија                     | Тепих   | Ким Клајстерс       | 6–2, 6–4         |
| 30. | 12. април 2004.     | Куп породичног круга       | Чарлстон, САД                          | Шљака   | Кончита Мартинез    | 2–6, 6–2, 6–1    |
| 31. | 26. април 2004.     | Варшава опен               | Варшава, Пољска                        | Шљака   | Светлана Кузњецова  | 6–1, 6–4         |
| 32. | 15. мај 2005.       | Истанбул куп               | Истанбул, Турска                       | Шљака   | Никол Вајдишова     | 6–3, 6–2         |
| 33. | 9. јул 2005.        | Вимблдон                   | Вимблдон, Лондон, Уједињено Краљевство | Трава   | Линдси Давенпорт    | 4–6, 7–6(4), 9–7 |
| 34. | 24. фебруар 2007.   | Турнир у Мемфису           | Мемфис, Тенеси, САД                    | Тврда   | Шахар Пер           | 6–1, 6–1         |
| 35. | 7. јул 2007.        | Вимблдон                   | Вимблдон, Лондон, Уједињено Краљевство | Трава   | Марион Бартоли      | 6–4, 6–1         |
| 36. | 30. септембар 2007. | Кореја опен                | Сеул, Јужна Кореја                     | Тврда   | Марија Кириленко    | 6–3, 1–6, 6–4    |
| 37. | 5. јул 2008.        | Вимблдон                   | Вимблдон, Лондон, Уједињено Краљевство | Трава   | Серена Вилијамс     | 7–5, 6–4         |
| 38. | 19. октобар 2008.   | Цирих опен                 | Цирих, Швајцарска                      | Тврда   | Флавија Пенета      | 7–6(1), 6–2      |
| 39. | 9. новембар 2008.   | ВТА првенство              | Доха, Катар                            | Тврда   | Вера Звонарјова     | 6–7(5), 6–0, 6–2 |
| 40. | 21. фебруар 2009.   | Отворено првенство Дубаија | Дубаи, Уједињени Арапски Емирати       | Тврда   | Виржини Разано      | 6–4, 6–2         |
| 41. | 28. фебруар 2009.   | Турнир у Акапулку          | Акапулко, Мексико                      | Шљака   | Флавија Пенета      | 6–1, 6–2         |

### Парови
| Легенда             |
| Гренд слем (7)      |
| ВТА шампионат (0)   |
| Тијер I (1)         |
| Тијер II (1)        |
| Тијер III (1)       |
| Тијер IV и V (0)    |
| Олимпијске игре (2) |

| Бр. | Датум               | Турнир                        | Место одржавања              | Партнерка       | Противнице у финалу                           | Резултат         |
| 1.  | 23. фебруар 1998.   | Оклахома опен                 | Оклахома Сити, Оклахома, САД | Серена Вилијамс | Каталина Кристеа Кристин Канс                 | 7–5, 6–2         |
| 2.  | 12. октобар 1998.   | Цирих опен                    | Цирих, Швајцарска            | Серена Вилијамс | Маријан Де Свард Јелена Татаркова             | 5–7, 6–1, 6–3    |
| 3.  | 15. фебруар 1999.   | Хамбург опен                  | Хамбург, Немачка             | Серена Вилијамс | Александра Фусај Натали Тозија                | 5–7, 6–2, 6–2    |
| 4.  | 24. мај 1999.       | Отворено првенство Француске  | Париз, Француска             | Серена Вилијамс | Мартина Хингис Ана Курњикова                  | 6–3, 6–7(2), 8–6 |
| 5.  | 30. август 1999.    | Отворено првенство САД        | Њујорк Сити, Њујорк, САД     | Серена Вилијамс | Ченда Рабин Сандрин Тесту                     | 4–6, 6–1, 6–4    |
| 6.  | 26. јун 2000.       | Вимблдон                      | Лондон, Уједињено Краљевство | Серена Вилијамс | Жули Алар Ај Сугијама                         | 6–3, 6–2         |
| 7.  | 18. септембар 2000. | Олимпијске игре               | Сиднеј, Аустралија           | Серена Вилијамс | Кристин Богерт Миријам Ореманс                | 6–1, 6–1         |
| 8.  | 15. јануар 2001.    | Отворено првенство Аустралије | Мелбурн, Аустралија          | Серена Вилијамс | Линдси Давенпорт Корина Морарју               | 6–2, 4–6, 6–4    |
| 9.  | 24. јун 2002.       | Вимблдон                      | Лондон, Уједињено Краљевство | Серена Вилијамс | Вирхинија Руано Паскуал Паола Суарез          | 6–2, 7–5         |
| 10. | 13. јануар 2003.    | Отворено првенство Аустралије | Мелбурн, Аустралија          | Серена Вилијамс | Вирхинија Руано Паскуал Паола Суарез          | 4–6, 6–4, 6–3    |
| 11. | 5. јул 2008.        | Вимблдон                      | Лондон, Уједињено Краљевство | Серена Вилијамс | Лиса Рејмонд Саманта Стосур                   | 6–2, 6–2         |
| 12. | 17. август 2008.    | Олимпијске игре               | Пекинг, Кина                 | Серена Вилијамс | Анабел Медина Гаригес Вирхинија Руано Паскуал | 6–2, 6–0         |
| 13. | 30. јануар 2009.    | Отворено првенство Аустралије | Мелбурн, Аустралија          | Серена Вилијамс | Данијела Хантухова Ај Сугијама                | 6–3, 6–3         |

## Успеси на гренд слем турнирима
| Гренд слем                    | 1993 | 1994 | 1995 | 1996 | 1997 | 1998 | 1999 | 2000 | 2001 | 2002 | 2003 | 2004 | 2005 | 2006 | 2007 | 2008 | 2009 | Победа |
| Отворено првенство Аустралије | -    | -    | -    | -    | -    | ¼    | ¼    | -    | ½    | ¼    | Ф    | 3.   | 4.   | 1.   | -    | ¼    | 2.   | 33–10  |
| Ролан Гарос                   | -    | -    | -    | -    | 2.   | ¼    | 4.   | ¼    | 1.   | Ф    | 4.   | ¼    | 3.   | ¼    | 3.   | 3.   |      | 35-12  |
| Вимблдон                      | -    | -    | -    | -    | 1.   | ¼    | ¼    | П    | П    | Ф    | Ф    | 2.   | П    | 3.   | П    | П    |      | 51-7   |
| Отворено првенство Америке    | -    | -    | -    | -    | Ф    | ½    | ½    | П    | П    | Ф    | -    | 4.   | ¼    | -    | ½    | ¼    |      | 53-8   |